# Lisa Kreuzer (attrice)
Elisabeth Kreuzer, detta Lisa (Hof an der Saale, 2 dicembre 1945), è un'attrice tedesca, attiva in campo cinematografico e televisivo a partire dall'inizio degli anni settanta.
Tra cinema e televisione, ha partecipato ad oltre 120 produzioni.

## Biografia
Tra i film a cui ha partecipato, ricordiamo: Alice nelle città (1974), Falso movimento (1975), Nel corso del tempo (1976), L'uomo ferito (1983), Le Transfuge (1985).
Tra i suoi ruoli televisivi più noti, figurano invece quelli di Sylvia Lorentz nella serie  Lorentz e figli (1988), quello di Franziska Blank nella serie Le indagini di padre Castell (2009), quello di Zia Maria nella serie Die Bergretter (2009-2010) e quello di Claudia Tiedemann nella serie Netflix Dark. È inoltre un volto noto al pubblico per aver partecipato a vari episodi di serie quali L'ispettore Derrick e  Il commissario Köster/Il commissario Kress.
In alcune produzioni, a inizio carriera, è apparsa con il nome di Elisabeth Kreuzer. È l'ex-moglie del regista Wim Wenders.

## Filmografia

### Cinema
- Alice nelle città (Alice in den Städten), regia di Wim Wenders (1974)
- Falso movimento (Falsche Bewegung), regia di Wim Wenders (1975)
- Auf Biegen oder Brechen, regia di Hartmut Bitomsky (1976)
- Nel corso del tempo (Im Lauf der Zeit), regia di Wim Wenders (1976)
- L'amico americano (Der amerikanische Freund), regia di Wim Wenders (1977)
- Radio On, regia di Christopher Petit (1979)
- Uccidete Birgit Haas (Il faut tuer Birgitt Haas), regia di Laurent Heynemann (1981)
- Neonstadt, regia collettiva (1982) - (segmento "Running Blue")
- Il quartetto Basileus, regia di Fabio Carpi (1983)
- L'uomo ferito (L'homme blessé), regia di Patrice Chéreau (1983)
- Ein Mann wie EVA, regia di Radu Gabrea (1984)
- Flight to Berlin, regia di Christopher Petit (1984)
- Kaltes Fieber, regia di Josef Rusnak (1984)
- Le Transfuge, regia di Philippe Lefebvre (1985)
- Les loups entre eux, regia di José Giovanni (1985)
- Zärtliche Chaoten II, regia di Holm Dressler (1988)
- Berlin-Yerushalaim, regia di Amos Gitai (1989)
- Nie wieder schlafen, regia di Pia Frankenberg (1992)
- Die Häupter meiner Lieben, regia di Hans-Günther Bücking (1999)
- Geregelte Verhältnisse, regia di Kurt W. Oehlschläger (2001)
- Gone underground - Occhio ai segni (Gone Underground), regia di Su Turhan - cortometraggio (2001)
- Nicht Fisch, nicht Fleisch, regia di Matthias Keilich (2002)
- Tannöd, regia di Bettina Oberli (2009)
- Il quinto potere (The Fifth Estate), regia di Bill Condon (2013)
- Grand Budapest Hotel (The Grand Budapest Hotel), regia di Wes Anderson (2014)
- Schattenwald, regia di Laura Thies (2015)

### Televisione
- 8051 Grinning, regia di Peter Beauvais - film TV (1972)
- Kampf um ein Kind, regia di Ingemo Engström - film TV (1975)
- Der Wohltäter, regia di Wolf Dietrich - film TV (1975)
- Popp und Mingel, regia di Ula Stöckl - film TV (1975)
- 'Lobster' - miniserie TV, episodi 1x1 (1976)
- Notsignale - serie TV, episodi 1x1 (1976)
- Erinnerungen an die Leidenschaft, regia di Martin Hennig - film TV (1976)
- Ich heiß' Marianne, und Du...?, regia di Uschi Reich - film TV (1976)
- Ein Haus für uns - serie TV, episodi 1x9-1x10 (1977)
- Die Dämonen - miniserie TV, 4 episodi (1977)
- Beate S. - miniserie TV (1979)
- Cet homme-là, regia di Gérard Poitou-Weber - film TV (1979)
- Unter Verschluß, regia di Wilma Kottusch - film TV (1980)
- St. Pauli-Landungsbrücken - serie TV, episodi 1x13 (1980)
- Exil - miniserie TV, episodi 1x1-1x2 (1981)
- Der Gerichtsvollzieher - serie TV, episodi 1x1 (1981)
- Kennwort Schmetterling, regia di Claus Peter Witt - film TV (1981)
- Wir haben uns doch mal geliebt, regia di Daniel Christoff - film TV (1982)
- Hanna von acht bis acht, regia di Egon Günther - film TV (1983)
- Wagner - miniserie TV, episodi 1x5-1x10 (1981-1983)
- Capitaine X - miniserie TV (1983)
- Die Krimistunde - serie TV, episodi 1x1 (1984)
- Les enquêtes du commissaire Maigret - serie TV, episodi 1x65 (1984)
- Die doppelte welt, regia di Kristian Kühn - film TV (1985)
- Schöne Ferien - serie TV, episodi 1x4 (1985)
- Sonntag, regia di Stanislav Barabas - film TV (1985)
- Anton, wohin? - serie TV (1985)
- La clinica della Foresta Nera (Die Schwarzwaldklinik) - serie TV, episodi 2x9-2x19 (1987)
- Chimären - Fiktion und Wirklichkeit, regia di Nico Hofmann - film TV (1988)
- Lorentz e figli (Lorentz & Söhne) - serie TV (1988)
- Polizeiinspektion 1 - serie TV, episodi 1x9-3x6-10x2 (1977-1988)
- Zur Freiheit - serie TV, episodi 2x8-2x9 (1988)
- Hotel Paradies - serie TV, episodi 1x0-1x1 (1990)
- L'ispettore Derrick (Derrick) - serie TV, 10 episodi (1977-1990)
- Ein anderer Liebhaber, regia di Xaver Schwarzenberger - film TV (1990)
- Von Gewalt keine Rede, regia di Theodor Kotulla - film TV (1991)
- Tassilo - Ein Fall für sich - serie TV, episodi 1x4-1x6 (1991)
- Insel der Träume - serie TV, episodi 2x5 (1991)
- Faber l'investigatore (Der Fahnder) - serie TV, episodi 4x18 (1992)
- Löwengrube - serie TV, episodi 3x6 (1992)
- La nave dei sogni (Das Traumschiff) - serie TV, episodi 1x10-1x19 (1983-1992)
- Glückliche Reise - serie TV, episodi 2x6 (1993)
- Amico mio - serie TV, 8 episodi (1993)
- Happy Holiday - serie TV, episodi 1x9 (1993)
- Un caso per Schwarz (Schwarz greift ein) - serie TV, episodi 1x6 (1994)
- Im Namen des Gesetzes - serie TV, episodi 1x6 (1994)
- Peter und Paul - serie TV, episodi 1x2-1x3-1x4 (1994)
- Café Meineid - serie TV, episodi 4x4 (1995)
- Kinder des Satans, regia di Jürgen Dünnwald e Bernd Schadewald - film TV (1995)
- Notaufnahme - serie TV (1995)
- La casa del guardaboschi (Forsthaus Falkenau) - serie TV, episodi 6x7 (1995)
- Unsere Schule ist die Beste - serie TV, 10 episodi (1994-1995)
- Ciao dottore! (Hallo, Onkel Doc!) - serie TV, episodi 2x6 (1996)
- Dr. Stefan Frank - Der Arzt, dem die Frauen vertrauen - serie TV, episodi 2x8 (1996)
- SK-Babies - serie TV, episodi 1x3 (1996)
- Ärzte - serie TV, episodi 4x2 (1996)
- Zwei zum Verlieben - serie TV, episodi 1x10-1x12 (1996)
- Fähre in den Tod, regia di Heiner Carow - film TV (1996)
- Stockinger - serie TV, episodi 1x9 (1997)
- Markus Merthin, medico delle donne (Frauenarzt Dr. Markus Merthin) - serie TV, episodio 2x14 (1997)
- Anwalt Abel - serie TV, episodi 7x2 (1997)
- A.S. - serie TV, episodi 2x2 (1997)
- Natalie - Die Hölle nach dem Babystrich, regia di Heidi Kranz - film TV (1997)
- Una classe per Sylvia (Sylvia - Eine Klasse für sich) - serie TV, episodi 1x4 (1998)
- Der Schandfleck, regia di Julian Pölsler - film TV (1999)
- Ein Weihnachtsmärchen - Wenn alle Herzen schmelzen, regia di Johannes Fabrick - film TV (1999)
- Stefanie (Für alle Fälle Stefanie) - serie TV, episodi 3x51-5x20 (1998-2000)
- Il commissario Rex (Kommissar Rex) - serie TV, episodi 6x12 (2000)
- Fast ein Gentleman - serie TV, episodi 1x5 (2000)
- Nicht mit uns, regia di Bernd Fischerauer - film TV (2000)
- Die Jacobi-Verschwörung, regia di Steffi Kammermeier - film TV (2001)
- Polizeiruf 110 - serie TV, episodi 30x9 (2001)
- Das sündige Mädchen, regia di Christoph Stark - film TV (2001)
- Love Crash, regia di Donald Kraemer - film TV (2002)
- Der Freund von früher, regia di Matthias Tiefenbacher - film TV (2002)
- Il destino nel dipinto (Brush with Fate), regia di Brent Shields - film TV (2003)
- Kurklinik Rosenau - serie TV, episodi 3x6 (2003)
- Eva - ganz mein Fall - serie TV, 6 episodi (2002-2003)
- Katz und Hund, regia di Dieter Berner - film TV (2003)
- Claras Schatz, regia di Hans-Erich Viet - film TV (2003)
- Adelheid und ihre Mörder - serie TV, episodi 4x9 (2003)
- Der Elefant: Mord verjährt nie - serie TV, episodi 1x7 (2004)
- Der letzte Zeuge - serie TV, episodi 6x5 (2004)
- Amerikaner mit Zuckerguss, regia di Steffi Kammermeier - film TV (2004)
- Rufer, der Wolf, regia di Peter Patzak - film TV (2005)
- Die Patriarchin - miniserie TV, episodi 1x1-1x2-1x3 (2005)
- Kanzleramt - serie TV, episodi 1x1 (2005)
- Der Bulle von Tölz - serie TV, episodi 1x54 (2005)
- Die Rosenheim-Cops - serie TV, episodi 5x28 (2006)
- Das Duo - serie TV, episodi 1x10-1x11 (2006)
- Das unreine Mal, regia di Thomas Freundner - film TV (2006)
- Gipfelsturm, regia di Bernd Fischerauer - film TV (2007)
- Tatort - serie TV, 5 episodi (1986-2007)
- Siska - serie TV, episodi 10x7 (2007)
- Der Dicke - serie TV, episodi 2x11 (2007)
- Il commissario Schumann (Der Kriminalist) - serie TV, episodi 2x7 (2008)
- Der Besuch der alten Dame, regia di Nikolaus Leytner - film TV (2008)
- SOKO - Misteri tra le montagne (SOKO Kitzbühel) - serie TV, episodi 8x12 (2009)
- Gletscherblut, regia di Thomas Kronthaler - film TV (2009)
- La mostra perfetta (Joanna Trollope: In Boston liebt man doppelt), regia di Andi Niessner - film TV (2009)
- Le indagini di padre Castell (Ihr Auftrag, Pater Castell) - serie TV, 9 episodi (2008-2009)
- Das Haus ihres Vaters, regia di Matthias Tiefenbacher - film TV (2010)
- Hamburg Distretto 21 (Notruf Hafenkante) - serie TV, episodi 5x4 (2010)
- Die Bergretter - serie TV, 16 episodi (2009-2010)
- Dreileben - miniserie TV, episodi 1x2 (2011)
- Franzi - serie TV, episodi 3x3 (2011)
- Familie macht glücklich, regia di Reinhard Münster - film TV (2011)
- Das unsichtbare Mädchen, regia di Dominik Graf - film TV (2011)
- Il commissario Köster (Der Alte) - serie TV, 10 episodi (1978-2012)
- Pfarrer Braun - serie TV, episodi 10x1 (2012)
- Rosamunde Pilcher - serie TV, 4 episodi (1995-2012)
- Hubert und Staller - serie TV, episodi 2x5 (2012)
- Live is Life - Der Himmel soll warten, regia di Wolfgang Murnberger - film TV (2013)
- Squadra Speciale Stoccarda (SOKO Stuttgart) - serie TV, episodi 5x13 (2013)
- Es ist alles in Ordnung, regia di Nicole Weegmann - film TV (2014)
- Almuth & Rita, regia di Nikolai Müllerschön - film TV (2014)
- My Whole Half Life - miniserie TV, episodi 1x1 (2014)
- Die reichen Leichen. Ein Starnbergkrimi, regia di Dominik Graf (2014)
- Das Gewinnerlos, regia di Patrick Winczewski - film TV (2015)
- Uli Hoeneß - Der Patriarch, regia di Christian Twente - documentario TV (2015)
- Alles aus Liebe, regia di Thorsten Schmidt - film TV (2016)
- Zweimal zweites Leben, regia di Peter Henning e Claudia Prietzel - film TV (2016)
- Dora Heldt: Wind aus West mit starken Böen, regia di Dirk Regel - film TV (2016)
- Der Staatsanwalt - serie TV, episodi 12x3 (2017)
- Omicidi nell'alta società (Mord in bester Gesellschaft) - serie TV, episodi 1x15 (2017)
- Il fiume della vita (Fluss des Lebens) - serie TV, episodi 1x4 (2017)
- Inga Lindström - serie TV, episodi 15x2 (2018)
- Un caso per due (Ein Fall für zwei) - serie TV, episodi 38x1 (2018)
- Squadra Speciale Colonia (SOKO Köln) - serie TV, episodi 11x9-15x10 (2014-2018)
- Der Bozen Krimi - serie TV, 10 episodi (2015-2020)
- Dark - serie TV, 9 episodi (2017-2020)
- Soko 5113 (SOKO München) - serie TV, 6 episodi (2002-2020)

## Riconoscimenti
- Premio Bambi
  - 1978 – Premio Bambi per L'amico americano[7]

## Doppiatrici italiane
- Ne Le indagini di padre Castell, Lisa Kreuzer è doppiata da Graziella Polesinanti[8][9]